# Tivela mactroides
Tivela mactroides är en musselart som först beskrevs av Born 1778.  Tivela mactroides ingår i släktet Tivela och familjen venusmusslor. Inga underarter finns listade i Catalogue of Life.